# Clubiona apiata
Clubiona apiata là một loài nhện trong họ Clubionidae.
Loài này thuộc chi Clubiona. Clubiona apiata được Arthur T. Urquhart. miêu tả năm 1893.